# Dover 400
Le Dover 400 est la seconde course automobile de voitures type stock-car organisée par la NASCAR comptant pour le championnat des NASCAR Cup Series et se déroulant sur le Dover International Speedway de Dover dans l'État du Delaware aux États-Unis.
Elle se déroule chaque année le dernier weekend de septembre ou le premier d'octobre.
Depuis le réalignement du calendrier avant la saison 2018, elle constitue la 4e course des playoffs du championnat de NASCAR Cup Series.
La seconde course des NASCAR Cup Series organisée sur le même circuit est l'AAA 400 Drive for Autism organisée plus tôt dans la saison (mai-juin).
C'est la NBC qui détient les droits de retransmission de la course.
Le nom de la course varie en fonction du sponsoring et pour la saison 2022, la course a été rebaptisée DuraMAX Drydene 400 presented by RelaDyne. La course 2020 (dénommée Drydene 311) a été raccourcie à la suite de la pandémie de Covid-19 aux États-Unis,.

## Caractéristiques
- Course :
  - Longueur : 400 milles (643,738 km)
  - Nombre de tours : 400
    - Segment 1 : 120 tours
    - Segment 2 : 120 tours
    - Segment 3 : 160 tours

- Piste :
  - Type : short track
  - Revêtement : béton
  - Longueur circuit : 1 milles (1,609 km)
  - Nombre de virages : 4
  - Inclinaison (Banking) :
    - Virages : 24°
    - Lignes droites : 9°

- Record du tour de piste : 21,559 secondes par Denny Hamlin (Joe Gibbs Racing) en 2019 à l'occasion d'une course de NASCAR Cup Series.

## Logos

2009 à 2015
2021

## Palmarès
| Année | Date         | Pilote             | Écurie                      | Châssis    | Course | Course        | Course          | Course            | Note       |
| ----- | ------------ | ------------------ | --------------------------- | ---------- | ------ | ------------- | --------------- | ----------------- | ---------- |
| Année | Date         | Pilote             | Écurie                      | Châssis    | Tours  | Miles (km)    | Durée           | Moyenne (miles/h) | Note       |
| 1971  | 17 octobre   | Richard Petty      | Petty Enterprises           | Plymouth   | 500    | 500 (804,672) | 4 h 03 min 25 s | 123,254           |            |
| 1972  | 17 septembre | David Pearson      | Wood Brothers Racing        | Mercury    | 500    | 500 (804,672) | 4 h 08 min 57 s | 120,506           |            |
| 1973  | 16 septembre | David Pearson      | Wood Brothers Racing        | Mercury    | 500    | 500 (804,672) | 4 h 25 min 50 s | 112,852           |            |
| 1974  | 15 septembre | Richard Petty      | Petty Enterprises           | Dodge      | 500    | 500 (804,672) | 4 h 23 min 59 s | 113,640           |            |
| 1975  | 14 septembre | Richard Petty      | Petty Enterprises           | Dodge      | 500    | 500 (804,672) | 4 h 29 min 22 s | 111,372           |            |
| 1976  | 19 septembre | Cale Yarborough    | Junior Johnson & Associates | Chevrolet  | 500    | 500 (804,672) | 4 h 19 min 12 s | 115,740           |            |
| 1977  | 18 septembre | Benny Parsons      | L.G. DeWitt                 | Chevrolet  | 500    | 500 (804,672) | 4 h 21 min 32 s | 114,708           |            |
| 1978  | 17 septembre | Bobby Allison      | Bud Moore Engineering       | Ford       | 500    | 500 (804,672) | 4 h 11 min 20 s | 119,323           |            |
| 1979  | 16 septembre | Richard Petty      | Petty Enterprises           | Chevrolet  | 500    | 500 (804,672) | 4 h 22 min 19 s | 114,366           |            |
| 1980  | 14 septembre | Darrell Waltrip    | DiGard Motorsports          | Chevrolet  | 500    | 500 (804,672) | 4 h 18 min 34 s | 116,024           |            |
| 1981  | 20 septembre | Neil Bonnett (en)  | Wood Brothers Racing        | Ford       | 500    | 500 (804,672) | 4 h 10 min 00 s | 119,561           |            |
| 1982  | 19 septembre | Darrell Waltrip    | Junior Johnson & Associates | Buick      | 500    | 500 (804,672) | 4 h 38 min 43 s | 107,642           |            |
| 1983  | 18 septembre | Bobby Allison      | DiGard Motorsports          | Buick      | 500    | 500 (804,672) | 4 h 18 min 45 s | 116,077           |            |
| 1984  | 16 septembre | Harry Gant         | Hal Needham                 | Chevrolet  | 500    | 500 (804,672) | 4 h 28 min 12 s | 111,856           |            |
| 1985  | 15 septembre | Harry Gant         | Hal Needham                 | Chevrolet  | 500    | 500 (804,672) | 4 h 08 min 52 s | 120,538           |            |
| 1986  | 14 septembre | Ricky Rudd         | Bud Moore Engineering       | Ford       | 500    | 500 (804,672) | 4 h 22 min 24 s | 114,329           |            |
| 1987  | 20 septembre | Ricky Rudd         | Bud Moore Engineering       | Ford       | 500    | 500 (804,672) | 4 h 00 min 34 s | 124,706           |            |
| 1988  | 18 septembre | Bill Elliott       | Melling Racing              | Ford       | 500    | 500 (804,672) | 4 h 34 min 21 s | 109,349           |            |
| 1989  | 17 septembre | Dale Earnhardt     | Richard Childress Racing    | Chevrolet  | 500    | 500 (804,672) | 4 h 04 min 05 s | 122,909           |            |
| 1990  | 16 septembre | Bill Elliott       | Melling Racing              | Ford       | 500    | 500 (804,672) | 3 h 58 min 00 s | 125,945           |            |
| 1991  | 15 septembre | Harry Gant         | Leo Jackson Racing          | Oldsmobile | 500    | 500 (804,672) | 4 h 32 min 17 s | 110,179           |            |
| 1992  | 20 septembre | Ricky Rudd         | Hendrick Motorsports        | Chevrolet  | 500    | 500 (804,672) | 4 h 20 min 13 s | 115,289           |            |
| 1993  | 19 septembre | Rusty Wallace      | Team Penske                 | Pontiac    | 500    | 500 (804,672) | 4 h 59 min 00 s | 100,334           |            |
| 1994  | 18 septembre | Rusty Wallace      | Team Penske                 | Ford       | 500    | 500 (804,672) | 4 h 26 min 32 s | 112,556           |            |
| 1995  | 17 septembre | Jeff Gordon        | Hendrick Motorsports        | Chevrolet  | 500    | 500 (804,672) | 4 h 00 min 30 s | 124,740           |            |
| 1996  | 15 septembre | Jeff Gordon        | Hendrick Motorsports        | Chevrolet  | 500    | 500 (804,672) | 4 h 43 min 58 s | 105,646           |            |
| 1997  | 21 septembre | Mark Martin        | Roush Racing                | Ford       | 400    | 400 (643,737) | 3 h 00 min 50 s | 132,719           |            |
| 1998  | 26 septembre | Mark Martin        | Roush Racing                | Ford       | 400    | 400 (643,737) | 3 h 30 min 50 s | 113,834           |            |
| 1999  | 26 septembre | Mark Martin        | Roush Racing                | Ford       | 400    | 400 (643,737) | 3 h 08 min 20 s | 127,434           |            |
| 2000  | 24 septembre | Tony Stewart       | Joe Gibbs Racing            | Pontiac    | 400    | 400 (643,737) | 3 h 28 min 21 s | 115,191           |            |
| 2001  | 21 septembre | Dale Earnhardt Jr. | Dale Earnhardt, Inc.        | Chevrolet  | 400    | 400 (643,737) | 3 h 56 min 19 s | 101,559           |            |
| 2002  | 21 septembre | Jimmie Johnson     | Hendrick Motorsports        | Chevrolet  | 400    | 400 (643,737) | 3 h 18 min 40 s | 120,805           |            |
| 2003  | 21 septembre | Ryan Newman        | Team Penske                 | Dodge      | 400    | 400 (643,737) | 3 h 40 min 35 s | 108,802           |            |
| 2004  | 26 septembre | Ryan Newman        | Team Penske                 | Dodge      | 400    | 400 (643,737) | 3 h 21 min 34 s | 119,067           |            |
| 2005  | 25 septembre | Jimmie Johnson     | Hendrick Motorsports        | Chevrolet  | 404    | 404 (650,174) | 3 h 30 min 41 s | 115,054           | [ Note 1 ] |
| 2006  | 24 septembre | Jeff Burton        | Richard Childress Racing    | Chevrolet  | 400    | 400 (643,737) | 3 h 34 min 21 s | 111,966           |            |
| 2007  | 23 septembre | Carl Edwards       | Roush Fenway Racing         | Ford       | 400    | 400 (643,737) | 3 h 55 min 39 s | 101,846           |            |
| 2008  | 21 septembre | Greg Biffle        | Roush Fenway Racing         | Ford       | 400    | 400 (643,737) | 3 h 30 min 13 s | 114,168           |            |
| 2009  | 26 septembre | Jimmie Johnson     | Hendrick Motorsports        | Chevrolet  | 400    | 400 (643,737) | 3 h 22 min 11 s | 118,704           |            |
| 2010  | 26 septembre | Jimmie Johnson     | Hendrick Motorsports        | Chevrolet  | 400    | 400 (643,737) | 3 h 02 min 27 s | 131,543           |            |
| 2011  | 2 octobre    | Kurt Busch         | Team Penske                 | Dodge      | 400    | 400 (643,737) | 3 h 30 min 59 s | 119,413           |            |
| 2012  | 30 septembre | Brad Keselowski    | Team Penske                 | Dodge      | 400    | 400 (643,737) | 3 h 11 min 53 s | 125,076           |            |
| 2013  | 29 septembre | Jimmie Johnson     | Hendrick Motorsports        | Chevrolet  | 400    | 400 (643,737) | 3 h 03 min 20 s | 130,909           |            |
| 2014  | 28 septembre | Jeff Gordon        | Hendrick Motorsports        | Chevrolet  | 400    | 400 (643,737) | 3 h 03 min 51 s | 130,541           |            |
| 2015  | 4 octobre    | Kevin Harvick      | Stewart-Haas Racing         | Chevrolet  | 400    | 400 (643,737) | 3 h 20 min 13 s | 119,870           |            |
| 2016  | 2 octobre    | Martin Truex Jr.   | Furniture Row Racing        | Toyota     | 400    | 400 (643,737) | 3 h 03 min 15 s | 130,969           |            |
| 2017  | 1er octobre  | Kyle Busch         | Joe Gibbs Racing            | Toyota     | 400    | 400 (643,737) | 3 h 05 min 48 s | 129,171           |            |
| 2018  | 7 octobre    | Chase Elliott      | Hendrick Motorsports        | Chevrolet  | 404    | 404 (650,174) | 3 h 18 min 2 s  | 122,404           | [ Note 1 ] |
| 2019  | 6 octobre    | Kyle Larson        | Chip Ganassi Racing         | Chevrolet  | 400    | 400 (643,737) | 2 h 56 min 49 s | 135,734           |            |
| 2020  | 23 août      | Kevin Harvick      | Steward-Haas Racing         | Ford       | 311    | 311 (500,506) | 2 h 48 min 7 s  | 110,994           | [ Note 2 ] |
| 2021  | 16 mai       | Alex Bowman        | Hendrick Motorsports        | Chevrolet  | 400    | 400 (643,737) | 3 h 19 min 45 s | 120,050           |            |
| 2022  | 1 - 2 mai    | Chase Elliott      | Hendrick Motorsports        | Chevrolet  | 400    | 400 (643,737) | 3 h 49 min 39 s | 104,507           | [ Note 3 ] |

Notes :
1. 1 2  Course prolongée en raison d'une arrivée Green-white-checker.
2. ↑  Course raccourcie à 500 kilomètres (310,686 mi) à la suite de la modification du calendrier en raison de la pandémie de Covid-19.
3. ↑  Course commencée le dimanche après-midi mais terminée le lundi après-midi en raison de la pluie.

## Pilotes multiples vainqueurs
| Nb. Vict. | Pilote          | Saison                       |
| --------- | --------------- | ---------------------------- |
| 5         | Jimmie Johnson  | 2002, 2005, 2009, 2010, 2013 |
| 4         | Richard Petty   | 1971, 1974, 1975, 1979       |
| 3         | Harry Gant (en) | 1984, 1985, 1991             |
| 3         | Ricky Rudd      | 1986, 1987, 1992             |
| 3         | Mark Martin     | 1997, 1998, 1999             |
| 3         | Jeff Gordon     | 1995, 1996, 2014             |
| 2         | David Pearson   | 1972, 1973                   |
| 2         | Darrell Waltrip | 1980, 1982                   |
| 2         | Bobby Allison   | 1978, 1983                   |
| 2         | Bill Elliott    | 1988, 1990                   |
| 2         | Rusty Wallace   | 1993, 1994                   |
| 2         | Kevin Harvick   | 2015, 2020                   |
| 2         | Ryan Newman     | 2003, 2004                   |

## Écuries multiples gagnantes
| Nb. Vict. | Écurie                      | Saison                                                                 |
| --------- | --------------------------- | ---------------------------------------------------------------------- |
| 12        | Hendrick Motorsports        | 1992, 1995, 1996, 2002, 2005, 2009, 2010, 2013, 2014, 2018, 2021, 2022 |
| 6         | Team Penske                 | 1993, 1994, 2003, 2004, 2011, 2012                                     |
| 5         | Roush Fenway Racing         | 1997, 1998, 1999, 2007, 2008                                           |
| 4         | Petty Enterprises           | 1971, 1974, 1975, 1979                                                 |
| 3         | Wood Brothers Racing        | 1972, 1973, 1981                                                       |
| 3         | Bud Moore Engineering       | 1978, 1986, 1987                                                       |
| 2         | Junior Johnson & Associates | 1976, 1982                                                             |
| 2         | DiGard Motorsports          | 1980, 1983                                                             |
| 2         | Mach 1 Racing (en)          | 1984, 1985                                                             |
| 2         | Melling Racing              | 1988, 1990                                                             |
| 2         | Richard Childress Racing    | 1989, 2006                                                             |
| 2         | Steward-Haas Racing         | 2015, 2020                                                             |
| 2         | Joe Gibbs Racing            | 2000, 2017                                                             |

## Victoires par marque de voiture
| Nb. Vict. | Marque     | Saison |
| --------- | ---------- | --- |
| 23        | Chevrolet  | 1976, 1977, 1979, 1980, 1984, 1985, 1989, 1992, 1995, 1996, 2001, 2002, 2005, 2006, 2009, 2010, 2013, 2014, 2015, 2018, 2019, 2021, 2022 |
| 13        | Ford       | 1978, 1981, 1986, 1987, 1988, 1990, 1994, 1997, 1998, 1999, 2007, 2008, 2020                                                             |
| 6         | Dodge      | 1974, 1975, 2003, 2004, 2011, 2012 |
| 2         | Mercury    | 1972, 1973 |
| 2         | Buick      | 1982, 1983 |
| 2         | Pontiac    | 1993, 2000 |
| 2         | Toyota     | 2016, 2017 |
| 1         | Plymouth   | 1971 |
| 1         | Oldsmobile | 1991 |

## Images

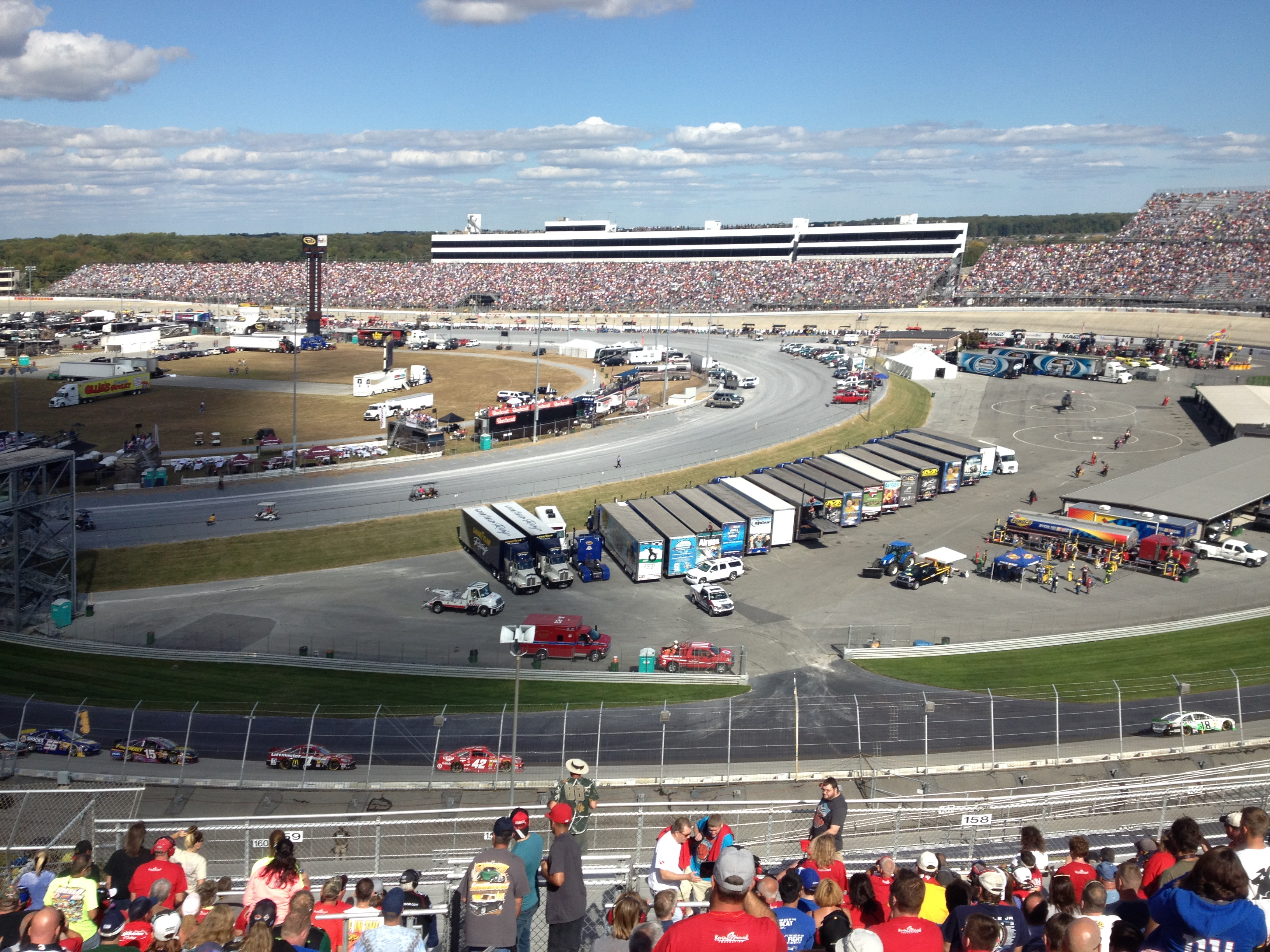
Vue du virage no 3 en 2013 : Kyle Busch (#18) devance Juan Pablo Montoya (#42), Jamie McMurray (#1), Clint Bowyer (#15) et Martin Truex, Jr. (#56) après le premier drapeau jaune (débris sur piste).
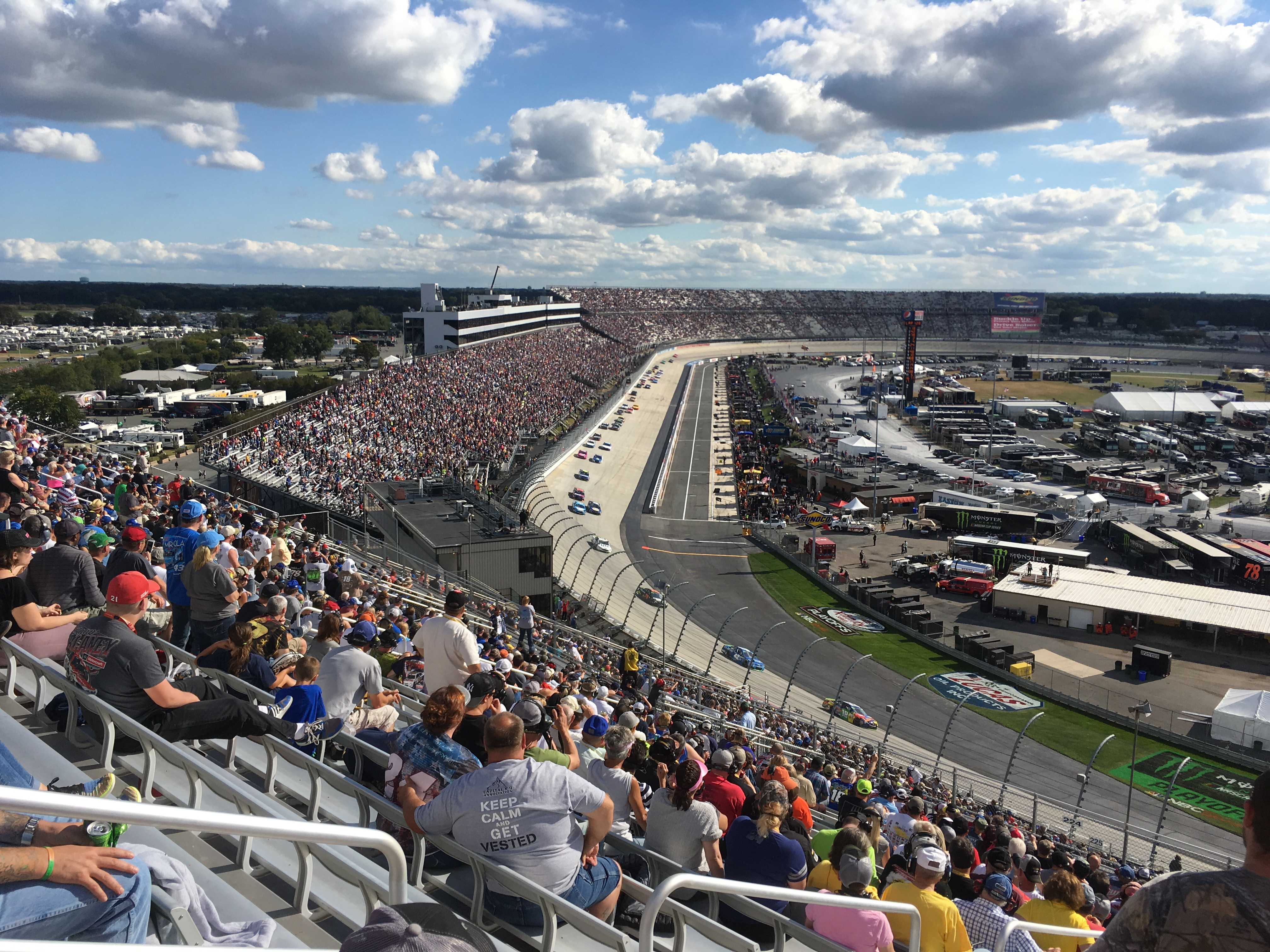
Vue du virage no 1 en 2017 : Kyle Busch (#18) devançant Kyle Larson (#42) et le reste des participants en début de 2e segment.
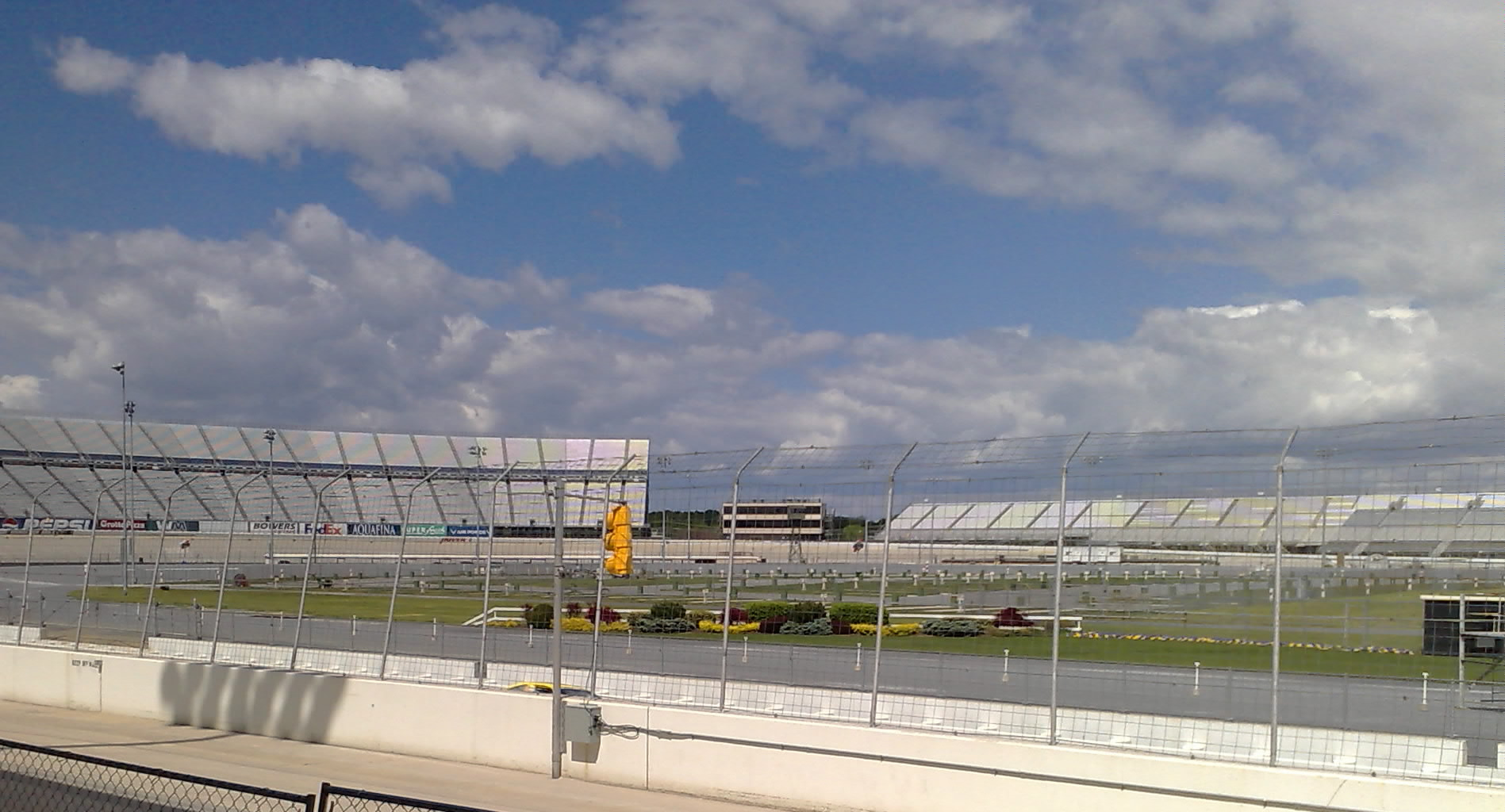
Le circuit.